# Idžaretejn vakuf
Idžaretejn vakufa vrsta je pravnog odnosa u islamskom pravu. Jedna je od oblika zakupa. Davanje vakufskog dobra u zakup nastalo je kao odgovor ili kao potreba očuvanja vakufa od propadanja odnosno radi obnove devastirana vakufa čime bi mu se vratila funkcionalnost. Primjenjivao se kad vakuf nije imao sredstava za uložiti u izgradnju, oživljenje ili očuvanje svojih dobara. Kod ovog oblika zakupa, ulagalo se u vakuf tako što se plaćalo dvije dvije zakupnine. Prva je zakupnina veća, a druga manja. Vremenski razmaci između plaćanja bivaju dogovoreni. Vlasnik imovine je vakuf, a pravo plodouživanja pripada zakupoprimcu. Drugi modeli su iznajmljivanje vakufa vakufu i mukata vakuf.
Prva zakupnina muadždžel je velika i vakuf ju uzima unaprijed. Plaća se samo jednom. Visina je barem tolika da je dostatna za obnovu stradalog objekta. Predstavlja predujma na kiriju. Zbog plaćanja ovog predujma zakupoprimčeva obitelj stječepravo nasljeđivanja zakupnog odnosa sve dok ispunjava ugovorene obveze. Druga zakupnina je manja. Ova umanjena kirija zove se idžare muedždžela. Plaća se jednom godišnje tako da bi se iz nje mogle izvršiti vakufnamske obveze. Svake se godine obnavlja ugovor o zakupu na smanjenu kiriju. Vakuf nema pravo raskinuti ugovor dokle god zakupoprimčeva obitelj ispunjava ugovorne obveze. Vlasnikom imovine ostaje vakuf, i zemljišta i obnovljenog objekta te je tako vakuf i ulagač obnove. Naplaćivanjem u godišnjim obrocima postiže se priznanje da je objekt vakufsko dobro i da vremenom se ne može dogoditi da zakupoprimac tuži vakuf radi priznavanja vlasništva nad objektom. Godišnje plaćanje daje mogućnost da se u toj prigodi ako zatreba može uskladiti ugovor o zakupu i usklađivati s aktualnim propisima za vakufsku imovinu. Pravo plodouživanja imovine pripada zakupoprimcu za života, a poslije njegove smrti to pravo nasljeđuju njegova muška i ženska djeca na jednake dijelove. Uživatelji zakupa idžaretejn imaju mogućnost svoje pravo uživanja prodati i pokloniti, ali u cjelini. U slučaju da uživatelji žele podijeliti objekt između sebe, prvo mutevelija mora im dati pristanak. Ako mutevelija ocijeni da je to u interesu vakufa, daje pristanak.